# 10493 Pulliah
10493 Pulliah este o planetă minoră (asteroid), cu un diametru de 3,064 km, din centura de asteroizi. A fost descoperită pe 28 august 1986 la Observatorul La Silla de Henri Debehogne. 
Obiectul prezintă o orbită caracterizată de o semiaxă mare de 2,2896087 UAi, o excentricitate de 0,06, o înclinație de 7,25439 ° în raport cu ecliptica.